# FIFA Junior Tournament 1948
La prima edizione del FIFA Junior Tournament si è svolta in Inghilterra nel 1948 dal 14 al 17 aprile, con la partecipazione delle rappresentative di otto paesi.
La formula del torneo prevedeva un primo turno ad eliminazione diretta, con successive semifinali e finale, a laurearsi campione d'Europa fu la selezione inglese, che in finale sconfisse quella olandese per 3-2.

## Squadre qualificate
| Squadra          |
| ---------------- |
| Austria          |
| Belgio           |
| Inghilterra      |
| Galles           |
| Irlanda          |
| Irlanda del Nord |
| Italia           |
| Paesi Bassi      |

## Gli stadi
Sono sei gli stadi scelti per ospitare la manifestazione:
| Città   | Stadio          | Capacità |
| ------- | --------------- | -------- |
| Londra  | Loftus Road     | 19.500   |
| Londra  | Selhurst Park   | 26.309   |
| Watford | Vicarage Road   | 19.920   |
| Londra  | Boleyn Ground   | 35.647   |
| Londra  | White Hart Lane | 36.237   |

## Primo turno
| Londra 15 aprile 1948 | Inghilterra | 4 – 0 referto | Galles | Loftus Road |

| Londra 15 aprile 1948 | Belgio | 8 – 1 referto | Irlanda del Nord | Selhurst Park |

| Watford 15 aprile 1948 | Paesi Bassi | 2 – 0 referto | Irlanda | Vicarage Road |

| Londra 15 aprile 1948 | Italia | 2 – 0 referto | Austria | Boleyn Ground |

## Semifinali

### 1º - 4º posto
| Londra 16 aprile 1948 | Inghilterra | 3 – 1 referto | Belgio | Selhurst Park |

| Watford 16 aprile 1948 | Paesi Bassi | 2 – 1 referto | Italia | Vicarage Road |

### 5º - 8º posto
| Londra 16 aprile 1948 | Irlanda | 1 – 0 referto | Austria | Selhurst Park |

| Watford 16 aprile 1948 | Irlanda del Nord | 4 – 1 referto | Galles | Vicarage Road |

## Finali

### Finale 5º posto
| Londra 17 aprile 1948 | Irlanda | 3 – 2 referto | Irlanda del Nord | White Hart Lane |

### Finale 3º posto
| Londra 17 aprile 1948 | Belgio | 3 – 1 referto | Italia | White Hart Lane |

### Finale 1º posto
| Londra 17 aprile 1948 | Inghilterra | 3 – 2 referto | Paesi Bassi | White Hart Lane |

## Classifica finale
| Pos. | Squadra          |
| ---- | ---------------- |
| 1    | Inghilterra      |
| 2    | Paesi Bassi      |
| 3    | Belgio           |
| 4    | Italia           |
| 5    | Irlanda          |
| 6    | Irlanda del Nord |
| 7    | Austria          |
| 8    | Galles           |